# Józef Jan Korabiowski
Józef Jan Korabiowski (ur. 5 marca 1909 w Kołomyi, zm. 29 czerwca 2008 w Glenrothes) – polski dowódca wojskowy, major artylerii Polskich Sił Zbrojnych. W 1967 awansowany przez władze RP na uchodźstwie na stopień podpułkownika artylerii

## Rodzina
Był synem Andrzeja i Jadwigi z Höffnerów. 17 lutego 1938 zawarł związek małżeński z Marią Magdaleną Molisak (1920–1995), absolwentką Gimnazjum Sióstr Urszulanek w Stanisławowie. Miał troje dzieci: urodzonego w Polsce w roku 1938 Andrzeja oraz urodzonych w Szkocji Mariana i Zofię.

## Służba wojskowa
16 lipca 1928 wstąpił ochotniczo do Wojska Polskiego. Od 1929 w Szkole Podchorążych Artylerii w Toruniu. 15 sierpnia 1931 mianowany podporucznikiem ze starszeństwem z dniem 15 sierpnia 1931 i 31 lokatą w korpusie oficerów artylerii. Z dniem 1 września 1931 wyznaczony na stanowisko dowódcy plutonu w 11 pułku artylerii polowej w Stanisławowie.
W wojnie obronnej z 1939, w stopniu kapitana, dowodził 5 baterią 11 Karpackiego pułku artylerii lekkiej. Po zakończeniu działań wojennych w Polsce, przez Węgry przedostał się do Francji. W kampanii francuskiej 1940 dowodził 4 baterią 2 Warszawskiego pułku artylerii lekkiej. 21 czerwca 1940 internowany w Szwajcarii. Od 13 stycznia 1945 w Wielkiej Brytanii, dowodził III dywizjonem 14 pułku artylerii lekkiej. Awansowany na majora.

## Okres powojenny
Po demobilizacji w roku 1949 osiedlił się w Szkocji, gdzie pracował między innymi jako konduktor, kierowca autobusu oraz, do emerytury, jako górnik w kopalni węgla kamiennego. W 1967 awansowany przez władze RP na uchodźstwie na stopień podpułkownika artylerii. Od 10 września 1968 sprawował stanowisko delegata Rządu RP na uchodźstwie na okręg hrabstwa Fife. 11 maja 1980 na własną prośbę został odwołany ze stanowiska delegata rządu RP na rejon Wschodniej Szkocji. Był działaczem polonijnym, a od roku 1975 pełnił funkcję prezesa koła Stowarzyszenia Polskich Kombatantów w Kirkcaldy. Zmarł 29 czerwca w Glenrothes. Został pochowany na cmentarzu w Falkirk.
Żona (ociemniała w wyniku obrażeń odniesionych w roku 1944) wraz z najstarszym synem dotarli do Szkocji dopiero w roku 1956.

## Odznaczenia
- Krzyż Srebrny Orderu Wojennego Virtuti Militari
- Krzyż Oficerski Orderu Odrodzenia Polski (28 lutego 1981)[7]
- Krzyż Walecznych
- Złoty Krzyż Zasługi – dwukrotnie
- Krzyż Wojenny (Croix de Guerre)
- Złota odznaka honorowa Koła Lwowian w Londynie (15 grudnia 1982)[8]
- Srebrna odznaka honorowa Koła Lwowian w Londynie (17 grudnia 1979)[9]